# Horst Sommerlatte

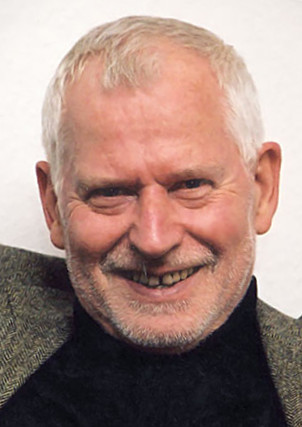
Horst Sommerlatte, 2010

Horst Sommerlatte (* 10. März 1940 in Dessau) war bis 2005 Professor für Industrie-Design an der Kunsthochschule Kassel. Er entwarf u. a. die erste Inneneinrichtung des Airbus A300 und Autositze für Recaro.

## Leben
Horst Sommerlatte wurde 1940 in Dessau geboren. Das dortige Bauhaus, die als „Rennstrecke Dessau“ bekannte Autobahn nach Berlin, die Elbe, die ortsansässigen Junkers Flugzeugwerke sowie ein bei Junkers als Pilot tätiger Onkel prägten sein Heranwachsen. Er absolvierte eine Maschinenschlosserlehre und studierte bis 1966 in Berlin und Kassel Industrie-Design, unter anderem bei Herbert Oestreich.

### Beruflicher Werdegang
An der Entwicklung des Airbus A 300 war Sommerlatte von Beginn an als Chefdesigner beteiligt. Er entwarf ein flexibles Inneneinrichtungssystem in Modulbauweise. Bis Ende 1976 arbeitete er für Airbus Industrie in München, Hamburg und Toulouse.
Bereits 1971 entwickelte Horst Sommerlatte Automobilsitze für das süddeutsche Unternehmen Recaro. Seine im Hinblick auf Orthopädie, Sicherheit und Komfort optimierten Modelle wurden mehrfach ausgezeichnet und millionenfach weltweit verkauft. Der Entwurf des Flugzeugpassagiersitzes Recaro Aircomfort, mit dem die Maschinen von mehr als 35 Fluggesellschaften ausgestattet sind, stammt ebenfalls aus der Feder Sommerlattes. Daneben gestaltete er zusammen mit seiner Frau komplette Fahrzeuginneneinrichtungen im Auftrag von Recaro.
1977 wurde Horst Sommerlatte zum Professor für Industrie-Design mit den Studienschwerpunkten Industrie-Design für den Öffentlichkeits-, Arbeits- und Individualbereich an der Kunsthochschule Universität Kassel berufen. Er war wesentlich an der Einrichtung des Ergänzungsstudienganges „Innovationsmanagement“ beteiligt, der Erkenntnisse aus den Bereichen Wirtschaftswissenschaften, Arbeitswissenschaften, Architektur und Sozialwissenschaften verknüpft und so interdisziplinäres Systemdenken ermöglicht.
Seine Lehr- und Forschungstätigkeit führte Sommerlatte u. a. nach Brasilien, Japan und Finnland. Drei Jahre lang war Sommerlatte ehrenamtliches Vorstandsmitglied im Designzentrum Hessen.
Freiberuflich arbeitete Sommerlatte zusammen mit seiner Frau im Bereich Transportdesign für Flugzeuge, Straßen- und Eisenbahnen. Die Entwürfe des Ehepaars wurden in Europa, den USA, Mexiko, Brasilien und Japan realisiert.
Seit 2013 ist Sommerlatte Mitglied des Aufsichtsrats einer Berliner Kommunikationsagentur.

### Gestaltungsphilosophie
Die Bedürfnisse, Wahrnehmungsfähigkeiten und körperlichen Eigenschaften des Menschen („Human Engineering“) stehen im Mittelpunkt der Gestaltungsphilosophie von Horst Sommerlatte. Kreativität und Innovationen müssen sich diesen Bedingungen stellen.
Sommerlatte vertritt als Industrie-Designer einen ganzheitlichen, interdisziplinären Zugang zum Gestaltungsprozess. Seine vielfältigen Entwürfe, die tausendfach reproduziert wurden und ihre Qualität im täglichen Gebrauch beweisen, zeichnen sich durch Hochwertigkeit und einen am Bauhaus orientierten funktionalen Stil aus.

## Arbeiten
- 1966/1967: Hansa Jet: Interior Design für den HFB 320 Hansa Jet (Business-Airliner)
- 1967–1976: Airbus Industries: Interior Design für den Airbus A300 als Chefdesigner, Entwicklung eines Baukastenprinzips für eine neue Flugzeugfamilie
- 1971–1987: Keiper Recaro: Industrie-Design für die Flugzeugpassagiersitz – Familie Recaro Aircomfort
- 1971–1987: Keiper Recaro: Automobilsitz-Design; Entwicklung eines Modulsystems für Komfort- und Sportsitze
- 1980–1989: Mercedes-Benz do Brasil: Interior Design für einen Langstreckenbus
- 1982: Fritz Fend: Industrie-Design für den Fend-Kabinenroller (mit Beteiligung von Studierenden)
- 1983: Deutsche Bundesbahn: Teilnahme am Design-Wettbewerb für den neuen Interregio-Zug (unter Mitwirkung von Studierenden)
- 1985: LTU: Interior-Design für die Lockheed L-1011 als Ferienflugzeug
- 1985–2004: Universität Kassel: Mitwirkung bei der Etablierung des Zusatz-Studiengangs „Innovationsmanagement unter Berücksichtigung von Technikfolgen“
- 1986–1996: Parat: Industrie-Design für Werkzeugkoffer, Pilotenkoffer, Hartschalenkoffer und Laptopkoffer
- 1986: Wilkens Bremer Silberschmiede: Industrie-Design eines Essbestecks aus rostfreiem Edelstahl
- 1987–1990: KVG: Innen- und Außengestaltung der ersten Kasseler Niederflur-Straßenbahnwagen (unter Mitwirkung von Studierenden)
- 1988: Meyra: Design-Studien für Elektro-Rollstühle
- 1988–1991: Karmann: Produktverbesserung VW Corrado, Interior-Studie für den VW-Roadster F1 in Zusammenarbeit mit Christoph Böhler; Wohnwageninterieur-Design
- 1989–1991: Mitbegründung des Internationalen Transportdesign-Forums in Lugano
- 1990: Volkswagen: Industrie-Design für neue VW-Polo-Sitze in Zusammenarbeit mit Christoph Böhler
- 1991–1993: Lear Nossag: Sitz-Design für Modelle von Opel und Volkswagen
- 1994–1996: Nissan: Sitz-Design für Sport-Coupés (gemeinsam mit Werner Schulze-Bahr)
- 1995/1996: Thyssen-Henschel: Interieur-Studien für den Transrapid in Zusammenarbeit mit Werner Schulze-Bahr

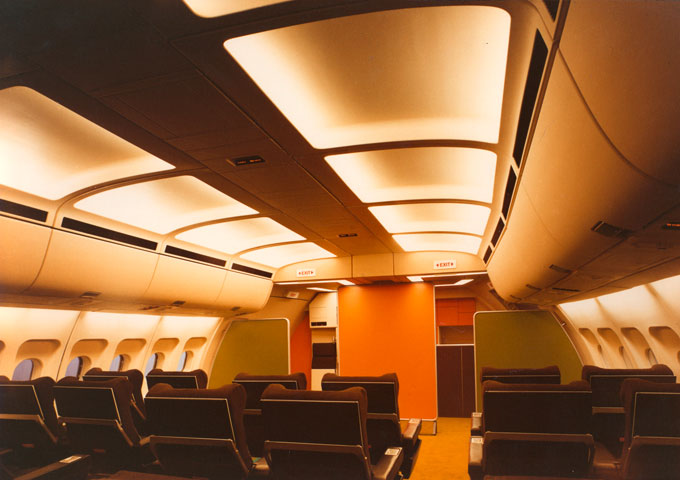
Airbus A 300 B: Finaler Entwurf Interior-Design
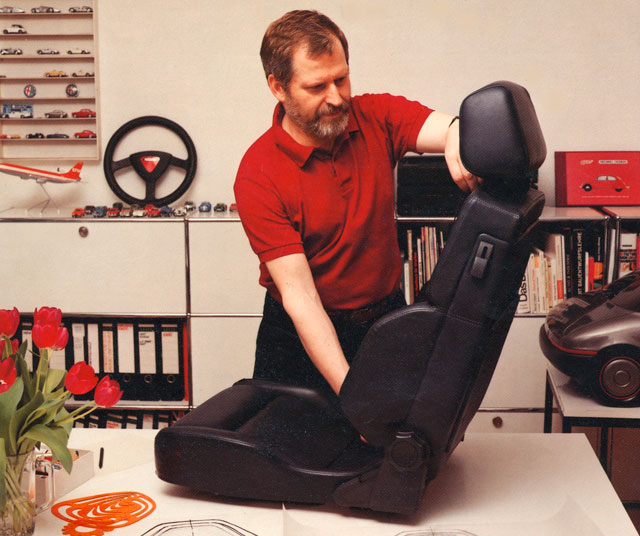
Keiper Recaro: CSE-Sitz
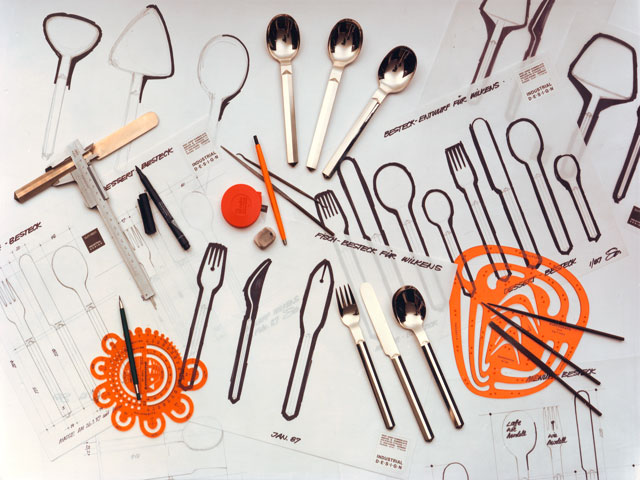
Wilkens Bremer Silberwaren: Essbesteck
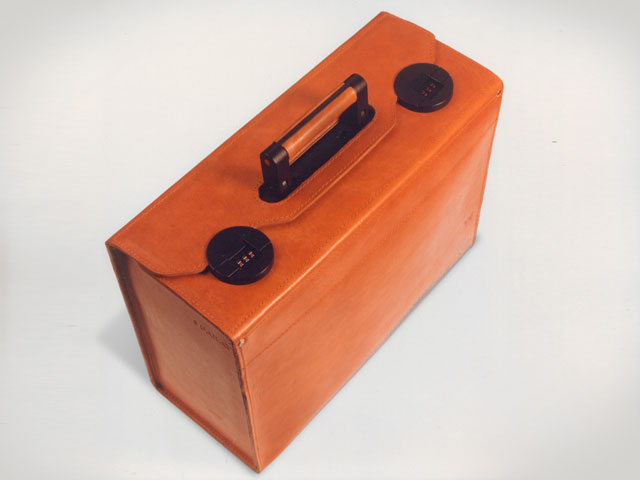
Parat: Pilotenkoffer, braune Lederausführung
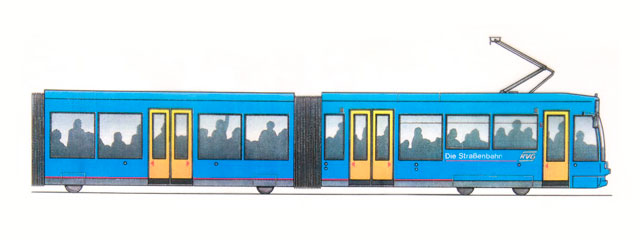
KVG-Niederflur-Straßenbahn, Seitenansicht

## Auszeichnungen
- 1980: Design-Center Stuttgart: Design-Award für die Recaro-Sitze N, LS und C
- 1986: Design Center Stuttgart: Design-Award für die Orthopädie der Recaro-Sitze
- 1987: Design Center Stuttgart: Design-Award für den Recaro-Sitz GSE
- 1990: BUSSE Longlife Design Award für den Recaro-Sitz LX

## Publikationen
- Human engineering Factors in the Design of the A 300B Interior. Airbus Progress Report 5/1, 1971, Toulouse.
- Design als Ordnungsprinzip. Süddeutsche Zeitung vom 27. April 1972, Beilage „Zeitgemäße Form“.
- Design: arte e técnica. Design für Keiper-Acil, Volkswagen und Mercedes Ponte Aerea No. 21, 1983, San Paulo, Brasilien.
- Airbus A 300 Interior. Car Styling 52, Autum, Japan.
- Interior Design und Passenger Transport. Transport Design Forum/Lugano 1989.